# Sophronica breuningi
Sophronica breuningi är en skalbaggsart som beskrevs av Maurice Pic 1944. Sophronica breuningi ingår i släktet Sophronica och familjen långhorningar. Inga underarter finns listade i Catalogue of Life.